# 한창수 (로봇공학자)
한창수는 대한민국의 로봇공학자이다.

## 경력
한양대 기계공학과를 졸업하고 미국 텍사스대학교 오스틴캠퍼스에서 기계공학으로 석, 박사를 받고 1990년부터 한양대 교수로 재직하고 있다. 

## 활동
2012년 한양대 ERICA 캠퍼스 공학대학 학장으로서 로봇학과를 개설하여 로봇전문가를 양성하고 있다. 또 교수로서는 헥사휴먼케어를 창업해 기업의 CEO로도 활동하고 있다. 개발한 굴삭기 무인조종 로봇시스템인 '아바탄'은 한화테크윈과 파트너쉽을 체결하면서 대-중소기업 상생 사례를 만든바 있다. 2012년부터 2년간 로봇융합포럼 의장으로 재직하며 국내 로봇산업발전에 기여하였다.

## 같이 보기
- 지능형 로봇
- 로봇산업
- 로봇인
- 로봇공학자